# Lodewijk II van Longueville
Lodewijk II van Longueville (1510 - Rouen, 9 juni 1537) was van 1524 tot aan zijn dood hertog van Longueville. Hij behoorde tot het huis Orléans-Longueville.

## Levensloop
Lodewijk II was de tweede zoon van hertog Lodewijk I van Longueville en diens echtgenote Johanna, die gravin van Neuchâtel en markgravin van Rothelin was.  
Na de vroege dood van zijn oudere broer Claude werd hij in 1524 hertog van Longueville, graaf van Montgommery, graaf van Tancarville, graaf van Dunois en burggraaf van Abbeville.
Op 4 augustus 1534 huwde Lodewijk in het Louvre met Maria van Guise (1515-1560). Uit het huwelijk werden twee zonen geboren:
- Frans III (1535-1551), hertog van Longueville
- Lodewijk (1537-1537)

In juni 1537 stierf Lodewijk II op ongeveer 27-jarige leeftijd, waarna zijn zoon Frans III hem opvolgde als hertog van Longueville. Zijn weduwe Maria van Guise hertrouwde vervolgens met koning Jacobus V van Schotland.